# Betty to the Rescue
Betty to the Rescue er en amerikansk stumfilm fra 1917 af Frank Reicher.

## Medvirkende
- Fannie Ward som Betty Sherwin.
- Jack Dean som John Kenwood.
- Lillian Leighton som Constance Kenwood.
- James Neill som Henry Sherwin.
- Charles West som Fleming.